# Qīngchūn
Qīngchūn (青春T, 青春S, lett. "Primavera") è un film del 2023 diretto da Wang Bing.
È il primo capitolo di una trilogia di documentari dedicati dal regista agli operai dell'industria tessile cinese, seguito da Qīngchūn: Kǔ (2024) e Qīngchūn: Guī (2024).

## Trama
La città di Zhili nel distretto di Wuxing è la capitale dell'industria tessile della Cina. Ogni anno, giovani provenienti dalle zone rurali di tutto il Paese vi si riversano in cerca di lavoro. Il documentario segue un gruppo di lavoratori, illustrando le loro condizioni lavorative e di vita, poco dopo il loro arrivo ad inizio stagione.

## Produzione
Le riprese del film si sono tenute dal 2014 al 2019 assieme a quelle del resto della trilogia, risultando in oltre 2600 ore di girato.

## Distribuzione
Il film è stato presentato in anteprima il 18 maggio 2023 nella sezione Un Certain Regard del 76º Festival di Cannes. In Cina, dove i film di Wang soffrono la censura e faticano a trovare una distribuzione, è comparso tramite pirateria online un mese più tardi.

## Riconoscimenti
- 2023 - Festival di Cannes[2]
  - In concorso per la Palma d'oro
  - In concorso per L'Œil d'or
- 2023 - Golden Horse Film Festival[6]
  - Miglior documentario
- 2023 - Los Angeles Film Critics Association Awards[7]
  - Miglior film sperimentale